# Huanggu (köpinghuvudort i Kina, Jiangxi Sheng, lat 28,58, long 117,98)
Huanggu (kinesiska: 煌固) är en köpinghuvudort i Kina. Den ligger i provinsen Jiangxi, i den sydöstra delen av landet, omkring 200 kilometer öster om provinshuvudstaden Nanchang. Antalet invånare är 42 206. Befolkningen består av 20 828 kvinnor och 21 378 män. Barn under 15 år utgör 27,0 %, vuxna 15-64 år 65 %, och äldre över 65 år 7,0 %.
Runt Huanggu är det ganska tätbefolkat, med 239 invånare per kvadratkilometer. Närmaste större samhälle är Shangrao, 14,2 km söder om Huanggu. Trakten runt Huanggu består till största delen av jordbruksmark.
Genomsnittlig årsnederbörd är 2 636 millimeter. Den regnigaste månaden är juni, med i genomsnitt 506 mm nederbörd, och den torraste är oktober, med 38 mm nederbörd.